# Fusión Liberal-Conservadora
La Fusión Liberal-Conservadora fue una coalición política y electoral chilena entre el Partido Liberal y el Partido Conservador. Funcionó entre 1858 a 1873 y se convirtió en la primera coalición electoral de partidos políticos en Chile.

## Historia

### Oposición a Manuel Montt y surgimiento de la fusión
El conflicto por la cuestión del Sacristán (1856) dejaba deslindados a los partidos bajo un aspecto enteramente nuevo. Los antiguos pelucones habían pasado a la historia, por la separación de sus elementos clericales y sus elementos laicos. Los primeros, entonces los más numerosos, sin duda alguna, formaron el nuevo Partido Conservador cuya actitud clerical fue poco a poco acentuándose, a medida que perdía el antiguo criterio de Diego Portales; los conservadores laicos a su vez formaron el Partido Nacional o monttvarista, apellidado monttvarista del nombre de sus dos principales jefes: Manuel Montt, presidente de la República, y Antonio Varas, su ministro del Interior en el gobierno.[cita requerida]
En cuanto a los conservadores, las pasiones y los intereses religiosos los absorbieron desde el primer momento, hasta el punto de que la venerable tradición de gobierno, que con tanta gloria y fortuna habían contribuido a cimentar, fue relegada a segundo término, y olvidada definitivamente en plazo no lejano, para adoptar por último tendencias enteramente opuestas en política. Los conservadores, al perder su antiguo y noble espíritu, convirtieron en simples aliados del clero, el cual, en su gran mayoría y siguiendo las inspiraciones de su arzobispo, quedó enrolado en el nuevo partido.[cita requerida]

### La Fusión en el gobierno
Llegan al poder con la elección de José Joaquín Pérez (1861-1871), quien militaba en el partido opositor, al desplazar a los montt-varistas. En la presidencia de Federico Errázuriz Zañartu se produjo el retiro de los conservadores (1873) por conflictos frente al debate sobre la separación de la iglesia del estado, con lo cual la coalición se disolvió. Como resultado de lo anterior se estableció una nueva coalición integrada por liberales y radicales, la Alianza Liberal que le otorgó la mayoría parlamentaria al gobierno de Errázuriz Zañartu en 1875.